# Всеобщая забастовка в Миннеаполисе (1934)
Всеобщая забастовка в Миннеаполисе (англ. Minneapolis general strike of 1934) — масштабная забастовка в городе Миннеаполис (Миннесота), продолжавшаяся с 16 мая по 21 августа 1934 года; началась как забастовки работников местных автотранспортных компаний. 20 июля, в «Кровавую пятницу», полиция обстреляла забастовщиков в центре города — в результате чего два человека погибли, а 67 получили ранения. В дальнейшем, в течение всего лета, периодически происходили новые вспышки насилия, пока забастовка формально не прекратилась 22 августа. Лидеры протеста были тесно связаны с троцкистской «Коммунистической лигой Америки».